# Найяр, Кришнан
Кришнан Найяр (полное имя Мепалли Кешава Пиллай Кришнан Найяр; 29 декабря 1920, Тривандрам — 27 сентября 1987, Тривандрам) — индийский государственный служащий, промышленный управленец, писатель-документалист, искусствовед. Более всего известен как автор автобиографии, в которой даётся широкая панорама жизни юга Индии после получения страной независимости.

## Биография
Родился в небогатой семье малаяли. Окончив школу в 1937 году, в 1939 году отправился в Мадрас изучать физику. С 1941 года работал одновременно бухгалтером и клерком в телефонной компании, с 1943 года получил должность экономиста на фабрике по производству боеприпасов в Секундерабаде, туземное княжество Хайдерабад, вскоре будучи представлен низаму. В 1948 году он сыграл определённую роль в переговорах между правительством Хайдерабада, не желавшего становиться частью Индии, и Джавахарлалом Неру, о чём впоследствии подробно рассказывал в автобиографии. В том же году, когда Хайдерабад пал, Найяр на год уехал в Великобританию, где изучал экономику промышленности.
В 1949 году вернулся в Индию, сдал экзамен на допуск к гражданской службе и с 1950 года занял должность чиновника небольшого ранга в Мадрасе. В процессе он установил контакт с В. П. Меноном, советником Валлабхаи Пателя. В 1952 году после встречи с Неру и примирения с ним занял должность одного из заместителей министра торговли, на которой оставался до 1956 года. Среди прочего, ему было поручено запустить Бхилайский металлургический завод. После этого, по распоряжению Неру, он был переведён на должность директора сталелитейного завода в Руркеле для принятия мер по улучшению эффективности его работы.
После успешного выполнения этой задачи Найяр был в 1965 году поставлен во главе государственной компании FACT, занимающейся химической промышленностью, и руководил ей до 1971 года. В 1971 году был введён в состав государственной комиссии по планированию, однако спустя три года, в 1974 году, был отстранён от государственной службы по обвинению в коррупции. Был оправдан спустя двенадцать лет, однако по состоянию здоровья уже не смог вернуться к какой-либо службе. Скончался от рака в 1987 году в возрасте 66 лет.
Найяр, помимо автобиографии, написал несколько научных трудов по экономике промышленности, а также был известен как большой знаток и покровитель искусства родной Кералы, многое сделав, в частности, для реконструкции храмов богини Кали в этом штате и для поддержки множества керальских писателей. Был членом Керальского института культуры (Керала Каламандалам) и Академии Сангитха-Натака. В Керале он считается выдающимся управленческим деятелем, создавшим собственный стиль руководства крупным производством; его именем названа премия, вручаемая правительством штата местным предприятиям за экономические успехи.